# محطة غراندفيو
محطة غراندفيو هي محطة توجد في غراندفيو ب كندا وقد أنشأت من طرف شركة فيا رايل كندا. ويوجد بها 3 قطارات كل أسبوع تتجه نحو 3 وجهات.